# Rücken

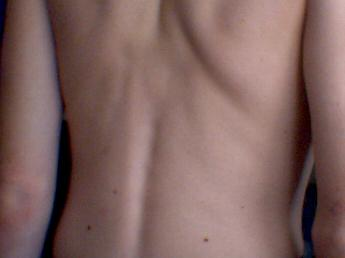
Teilansicht eines Rückens

Der Rücken (lateinisch dorsum, althochdeutsch hrukki, altindisch krúñcati‚ gekrümmt‘) ist die hintere Seite des Rumpfes der Menschen und Tiere, die sich vom unteren Rand des Nackens bis zur Gegend der Lende bzw. zur Spitze des Steißbeins erstreckt.

## Aufbau

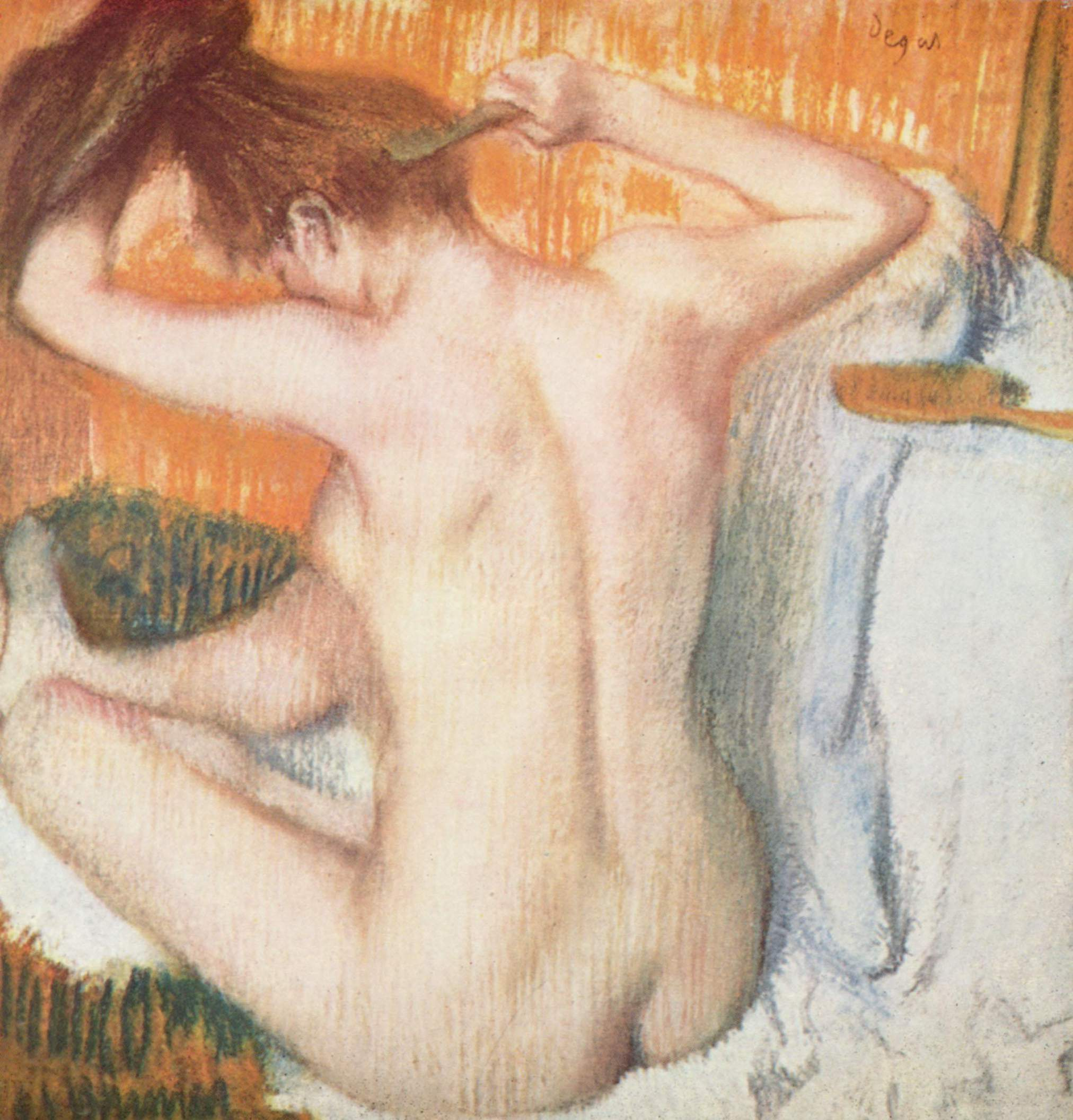
Rücken einer Frau von Edgar Degas.

Der Rücken wird von der Wirbelsäule, den hinteren Abschnitten der Rippen und den über und neben diesen gelegenen Weichteilen gebildet; umgangssprachlich werden oft auch die beiden aufliegenden Schulterblätter des Schultergürtels dazugezählt. In der Mittellinie des Rückens verläuft eine deutliche Furche, in der das Rückgrat mit den Dornfortsätzen tastbar ist und sichtbar wird, zu beiden Seiten begrenzt von einem muskulären Wulst. Diese langen Streckmuskeln des Rückens sind Teil der ortsständigen (autochthonen) Rückenmuskulatur, die sich in fünf Untersysteme von Muskelgruppen verschiedener Richtungen gliedert. Im Zusammenspiel dienen sie dem Drehen, Seitwärtsbeugen, Strecken, Aufrichten und Aufrechthalten der Wirbelsäule und werden gemeinsam auch als (lateraler und medialer Trakt des) Musculus erector spinae bezeichnet. Neben diesen zählen zur Rückenmuskulatur weitere Muskeln, die insbesondere beim Heben und Senken der Rippen mitwirken sowie bei Bewegungen von Oberarm, Schulter, Halswirbeln und Kopf.
Weit verbreitete Deformationen des Rückens sind Verbiegungen und Schieflagen, die oft mit Verspannungen von Schultern oder Nacken einhergehen. Oft sind sie eine Folge einseitiger Körperhaltung, insbesondere bei langem Sitzen oder Bildschirmarbeit ohne Wechsel der Position, oder auch bei ungünstigen Schlafpositionen. Doch auch der Rundrücken und der früher häufige Buckel kommen noch vor.

## Liste der Rückenmuskeln

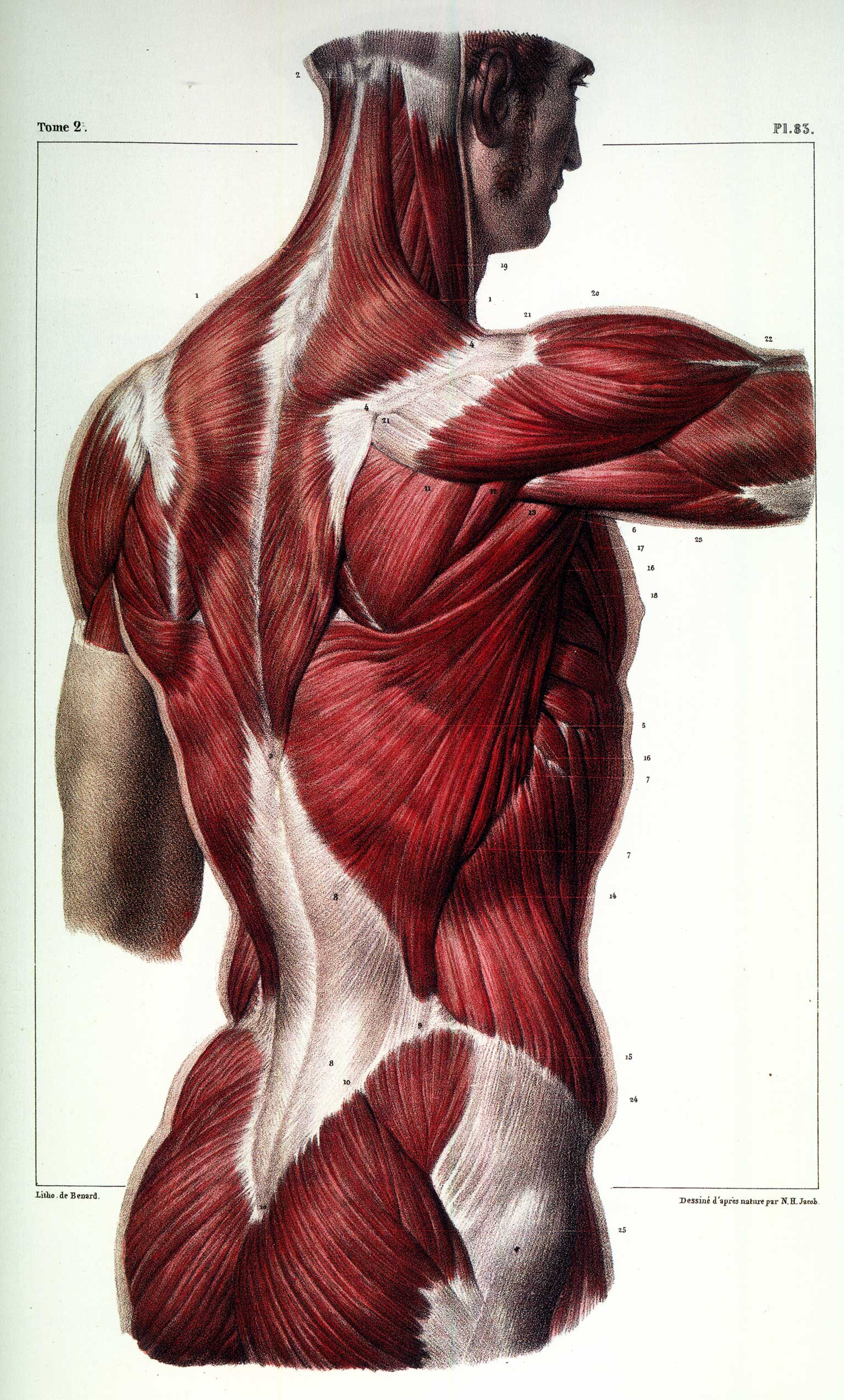
Rücken- und Gesäßmuskulatur

Zur Rückenmuskulatur gehören neben den Muskelgruppen der
- autochthonen Rückenmuskulatur (ortsständige Rückenmuskulatur)

auch die folgenden Muskeln:
- Musculus trapezius (Trapezmuskel oder Kapuzenmuskel)
- Musculus latissimus dorsi (breitester Rückenmuskel)
- Musculus rhomboideus major (größerer rautenförmiger Muskel)
- Musculus rhomboideus minor (kleinerer rautenförmiger Muskel)
- Musculus serratus posterior superior (oberer hinterer Sägemuskel)
- Musculus serratus posterior inferior (unterer hinterer Sägemuskel)
- Musculus levator scapulae (Schulterblattheber)